# Pare-gebergte
Het  Pare-gebergte ligt in het noordoosten van Tanzania ten noordwesten van het Usambaragebergte en het is een deel van de Eastern Arc Mountains. Er is een noordelijke bergketen en een zuidelijke keten waarin de hoogste top ligt, de Shengena 2463 meter boven zeeniveau. Het gebied is voornamelijk in agrarisch gebruik. Er zijn verder natuurlijke bossen die door de bevolking worden geëxploiteerd en er liggen bosreservaten. Er zijn projecten voor de ontwikkeling van duurzaam toerisme.

## Zuidelijke Pare-gebergte
In het zuidelijk deel liggen 49 dorpen en 11 beschermde bosgebieden, onder andere rond de hoogste berg de Shengena. Dit gebergte wordt aan de oostkant begrensd door een 20 kilometer breed droog dal en vervolgens het westelijk deel van het Usambaragebergte. In de natuurlijke bossen van het zuidelijk deel van het Pare-gebergte komt de endemische zuid-parebrilvogel (Zosterops winifredae) voor.

## Noordelijke Pare-gebergte
Het noordelijk deel wordt gevormd door de noordelijkste uitlopers van de Eastern Arc Mountains. Ze liggen 25 kilometer ten zuidooster van de Kilimanjaro. De Kilimanjaro is de hoogste berg van Afrika, vulkanisch van oorsprong en geologisch gezien veel jonger dan het Pare-gebergte. In het centrale hoogland wonen al heel lang mensen en daar liggen 40 dorpen. Het oorspronkelijke bos heeft grotendeel plaats gemaakt voor terrein in agrarisch gebruik of de aanplant van uitheemse boomsoorten. Er liggen nog zeven beschermde gebieden met natuurlijk bos.

## Bron
- Dit artikel of een eerdere versie ervan is een (gedeeltelijke) vertaling van het artikel Pare-Gebirge op de Duitstalige Wikipedia, dat onder de licentie Creative Commons Naamsvermelding/Gelijk delen valt. Zie de bewerkingsgeschiedenis aldaar.